# Greenville (Mississippi)
Greenville is een plaats (city) in de Amerikaanse staat Mississippi, en valt bestuurlijk gezien onder Washington County.

## Demografie
Bij de volkstelling in 2000 werd het aantal inwoners vastgesteld op 41.633.
In 2006 is het aantal inwoners door het United States Census Bureau geschat op 37.801, een daling van 3832 (-9.2%). In 2019 is het geschat op 29.085.

## Geografie
Volgens het United States Census Bureau beslaat de plaats een oppervlakte van
71,6 km², waarvan 69,6 km² land en 2,0 km² water. Greenville ligt op ongeveer 40 m boven zeeniveau.

## Plaatsen in de nabije omgeving
De onderstaande figuur toont nabijgelegen plaatsen in een straal van 28 km rond Greenville.

## Geboren in Greenville
- Ben Peters (1933-2005), componist van countrymuziek
- Burgess Gardner (1936-2021), jazztrompettist
- Jim Henson (1936-1990), geestelijk vader van de Muppets
- Tyrone Davis (1938-2005), soulzanger
- Mary Wilson (1944-2021), soulzangeres (The Supremes)
- Finn Carter (1960), actrice

## Trivia
Het lied Mississippi, van de Nederlandse band Pussycat, bezingt Greenville.